# Protracheoniscus dicaporiaccoi
Protracheoniscus dicaporiaccoi är en kräftdjursart som beskrevs av Arcangeli1934. Protracheoniscus dicaporiaccoi ingår i släktet Protracheoniscus och familjen Trachelipodidae. Inga underarter finns listade i Catalogue of Life.